# Байрачный, Борис Иванович
Бори́с Ива́нович Байра́чный (укр. Борис Іванович Байрачний; 18 сентября 1935, Замиськое, Харьковская область — 14 сентября 2020, Харьков) — советский и украинский учёный-электрохимик, доктор технических наук, профессор кафедры технической электрохимии НТУ «Харьковский политехнический институт (ХПИ)», академик АН Высшей школы Украины.

## Биография
Родился 18 сентября 1935 года в селе Замиськое Валковского района Харьковской области.
В 1954 году поступил в Харьковский политехнический институт имени В. И. Ленина, который окончил с отличием в 1959 году.
После окончания института работал инженером на кафедре «Технология электрохимических производств» Харьковского политехнического института (1959—1961).
С 1961 по 1965 год был инженером в Физико-техническом институте АН УССР. С 1965 года Б. И. Байрачный работал в Харьковском политехническом институте. Работал на разных должностях: ассистента и старшего преподавателя (1966—1971); доцента (1971—1983); заведующего кафедрой технической электрохимии (1983—201).
В 1985—1991 годах работал в должности декана факультета «Технологии неорганических веществ» политехнического института.
С 1963 по 1967 год учился в заочной аспирантуре ХПИ. В 1968 году в Харькове защитил кандидатскую диссертацию на тему: «Исследование железного отрицательного электрода гальванического элемента в пирофосфатно-аммонийных электролитах», в 1985 году защитил докторскую диссертацию на тему: «Анодные процессы на алюминии, ниобии, титане и тантале».
В 1993 году профессор Б. И. Байрачный был избран в члены Академии Наук Высшей школы Украины. В 2008 году ему, за выдающиеся достижения в области науки и техники, присуждена награда Ярослава Мудрого.
Область научных интересов: электросинтез оксидных систем; механизм и кинетика анодных процессов на тантале, ниобии, титане; электрохимические закономерности электродных реакций при получении покрытий и металлоксидных электродов;  теория гидроэлектрометаллургических процессов в промышленной экологии и в электрохимических производствах.
Профессор Байрачный Б. И. имеет 68 авторских свидетельств и патентов, является автором около 310 научных работ, включая 13 учебников и учебных пособий. Под его руководством подготовлено и защищено три докторских и 25 кандидатских диссертаций (Ведь М. В., Севидова Е. К. и др.).
Байрачный Б. И. входил в состав научного совета НАН Украины по проблеме «Электрохимия», являлся членом экспертного Совето ВАК Украины по химии и химической технологии (2001—2005).
Умер 14 января 2020 года в Харькове.

## Награды и звания
- Медаль «За трудовую доблесть»
- Лауреат Награды Ярослава Мудрого АН ВШ Украины (2008)

## Труды
- Байрачный Б.И., Орехова В.В., Харченко Э.П. и др. Справочник гальваника. — Харьков: «Прапор», 1988. 181с.
- Электрохимия вентильных металлов / Б. И. Байрачный, Ф. К. Андрющенко. - Харьков: Вища школа, Издательство при Харьк. ун-те, 1985. - 143 с.